# Sukhoi

Logo cũ của Sukhoi

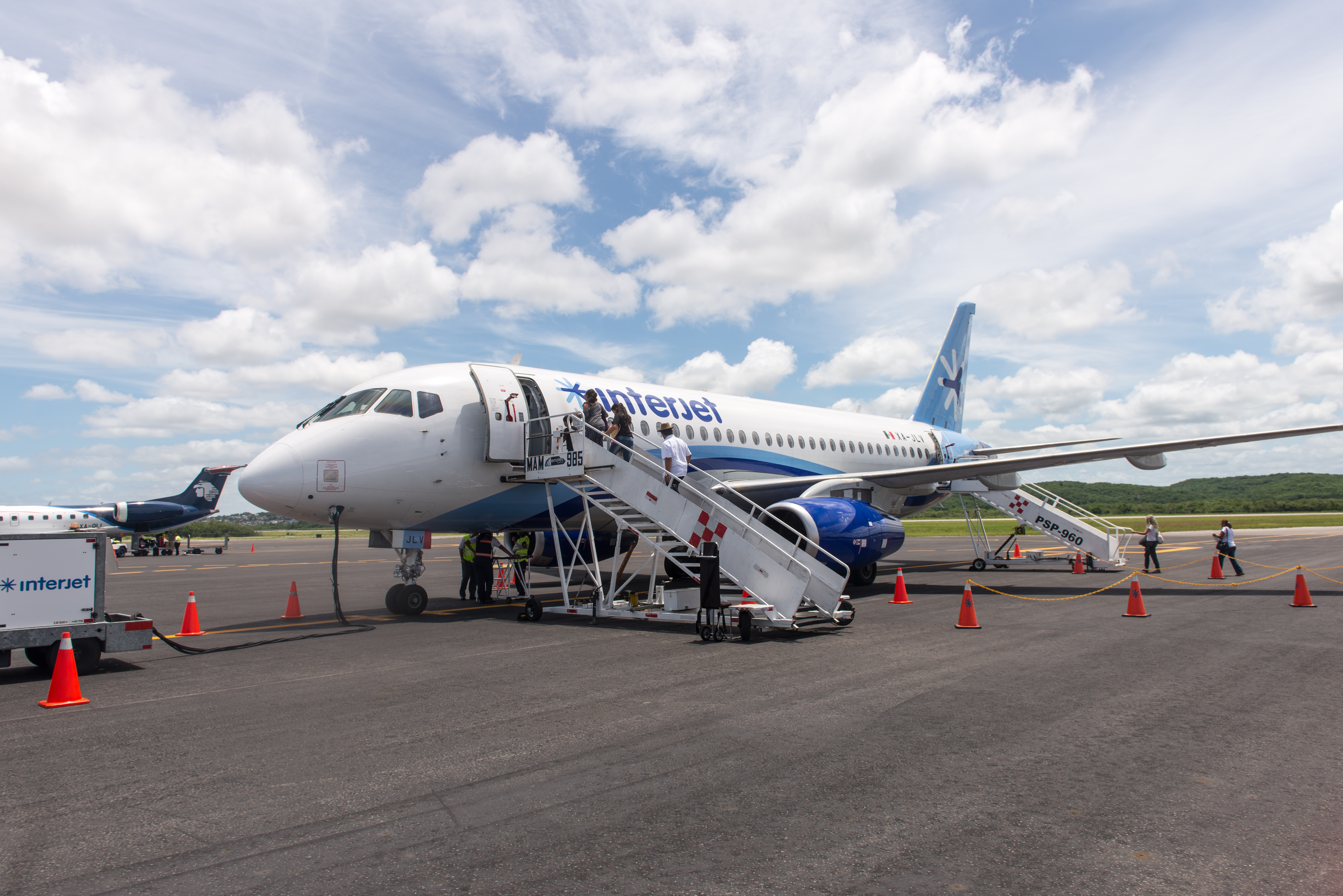
Sukhoi Superjet 100 (Campeche, Mexico) 2015

Sukhoi (tiếng Nga: Сухой) là một công ty sản xuất máy bay quân sự lớn của Nga. Được thành lập bởi Pavel Osipovich Sukhoi năm 1939 với cái tên Văn phòng thiết kế Sukhoi (OKB-51, văn phòng thiết kế, tiền tố Su), hiện được gọi là Công ty Sukhoi. Nó gồm Văn phòng thiết kế Sukhoi theo hình thức cổ phần nằm tại Moskva, Liên hiệp sản xuất hàng không Novosibirsk (NAPO), Liên hiệp sản xuất hàng không Komsomolsk-na-Amure (KnAAPO) và Công ty hàng không Irkutsk. Sukhoi có trụ sở tại Moskva. Finmeccanica đang mua lại 25% khu vực dân sự của Sukhoi. Chính phủ Nga hiện có kế hoạch hợp nhất Sukhoi với Mikoyan, Ilyushin, Irkut, Tupolev và Yakovlev thành một công ty mới với cái tên Liên đoàn Hàng không Hợp nhất.

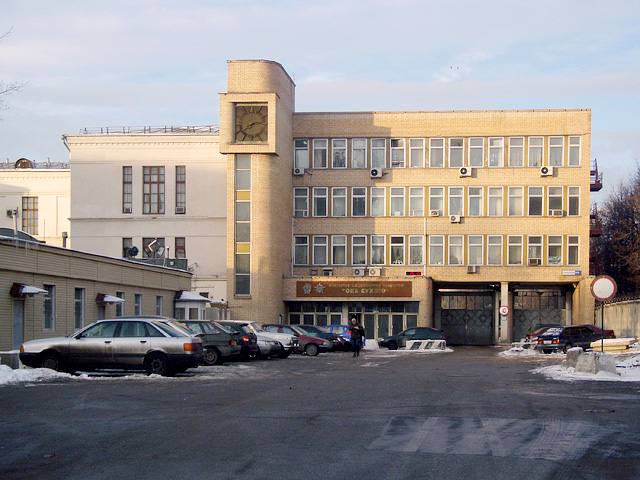
Văn phòng trụ sở Công ty Sukhoi (JSC)/Viện thiết kế Sukhoi

Hiện nay Su-24, Su-25, Su-24M, Su-27, Su-30, Su-33 hiện đang phục vụ trong Không quân và Hải quân Nga. Máy bay chiến đấu Sukhoi đã được cung cấp cho Ấn Độ, Trung Quốc, Ba Lan, Cộng hòa Séc, Slovakia, Hungary, Đức, Syria, Algérie, Triều Tiên, Việt Nam, Afghanistan, Yemen, Ai Cập, Libya, Iran, Angola, Ethiopia và Peru. Tổng số hơn hai nghìn chiếc Sukhoi đã được cung cấp cho nước ngoài qua các hợp đồng mua bán.
Với Su-26, Su-29 và Su-31 các model Sukhoi cũng là một trong những kiểu máy bay có tính năng cơ động tốt nhất thế giới.
Sukhoi đã thiết lập các quan hệ đối tác với các công ty hàng không nước ngoài khác để tiến hành công việc đa dạng hóa hoạt động sản xuất của mình bằng việc cùng phát triển và chế tạo các loại máy bay cho thị trường dân sự. Ngoài ra Sukhoi cũng mua một số các thiết bị khoa học điện tử được phát triển bởi các công ty này để trang bị cho các chiến đấu cơ dùng cho xuất khẩu của mình để giải quyết tạm thời vấn đề thiếu phụ tùng.
Theo phân tích của Trung tâm phân tích thương mại vũ khí thế giới (SAMTO) năm 2012 thì máy bay tiêm kích Su của hãng Sukhoi hiện chiếm vị trí số một về số lượng xuất khẩu trên thị trường máy bay tiêm kích thế giới giai đoạn 2008-2015.

## Máy bay thành phẩm
- Su-2: 1937, máy bay ném bom hạng nhẹ
- Su-7 "Fitter" và "Moujik": máy bay cường kích
- Su-9 "Fishpot" và "Maiden": 1956, máy bay tiêm kích đánh chặn
- Su-11 "Fishpot-C": 1958, máy bay tiêm kích đánh chặn
- Su-15 "Flagon": 1962, máy bay tiêm kích đánh chặn
- Su-17/Su-20/Su-22 "Fitter": máy bay cường kích
- Su-24 "Fencer": 1970, máy bay cường kích/ném bom
- Su-25 "Frogfoot": 1975, máy bay cường kích
- Su-26: 1984, máy bay biểu diễn nhào lộn (dân dụng)
- Su-27 "Flanker": 1977, máy bay tiêm kích chiếm ưu thế trên không
- Su-29: 1991, máy bay biểu diễn nhào lộn (dân dụng)
- Su-30 Flanker-C: 1993, máy bay tiêm kích đa năng
  - Su-30MK-2 "Flanker-G": máy bay tiêm kích đa năng
  - Su-30MKK "Flanker-G": máy bay tiêm kích đa năng
  - Su-30MKI "Flanker-H":máy bay tiêm kích chiếm ưu thế trên không
- Su-31: 1992, máy bay biểu diễn nhào lộn (dân dụng)
- Su-33 "Flanker-D": 1987, máy bay tiêm kích đa năng trên tàu sân bay
- Su-34/Su-32 "Fullback": 2006, "Platypus", máy bay tiêm kích
- Su-27M/Su-35 "Flanker-E": 1995, máy bay tiêm kích chiếm ưu thế trên không
  - Su-35BM: máy bay tiêm kích đa năng thế hệ 4++
  - Sukhoi Su-57: máy bay tiêm kích thế hệ 5
- Su-80: máy bay vận tải STOL
- Superjet 100: 2008, máy bay chở khách phản lực vùng
- Irkut MS-21: máy bay chở khách phản lực thân hẹp

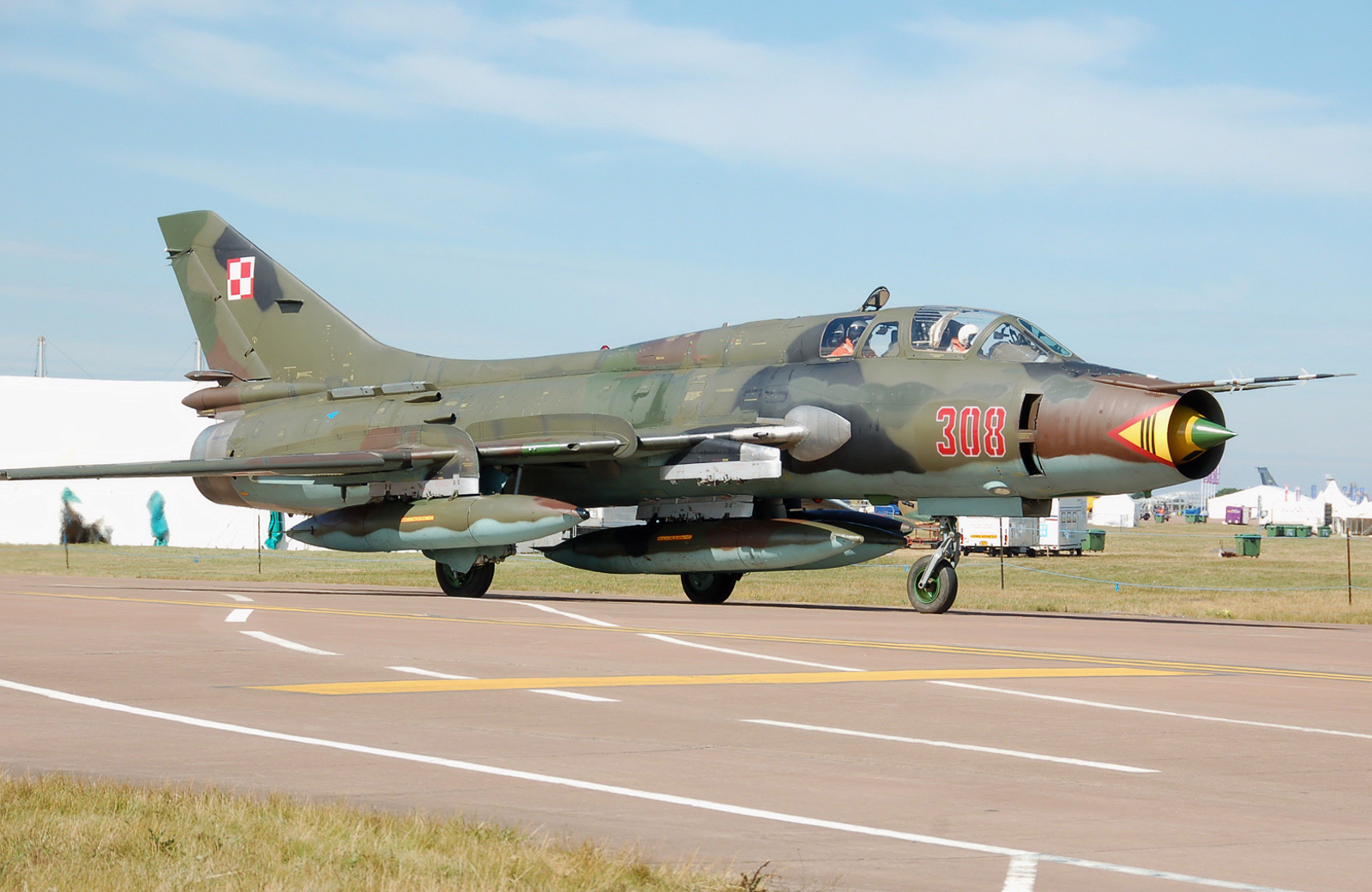
Su-22UM-3K "Fitter" thuộc Không quân Ba Lan (phiên bản xuất khẩu của Su-17) tại RIAT 2010
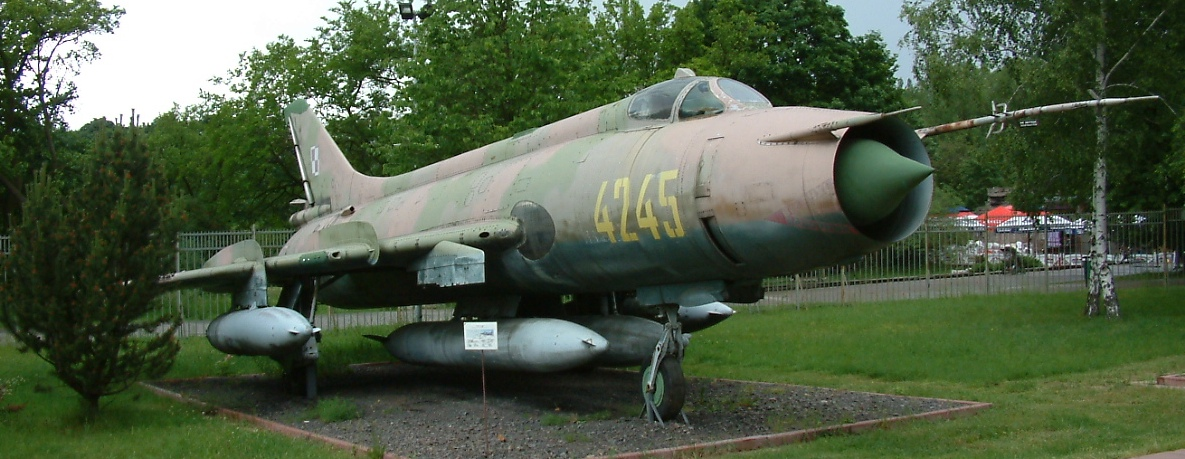
Su-20 'Fitter' (phiên bản xuất khẩu của Su-17)
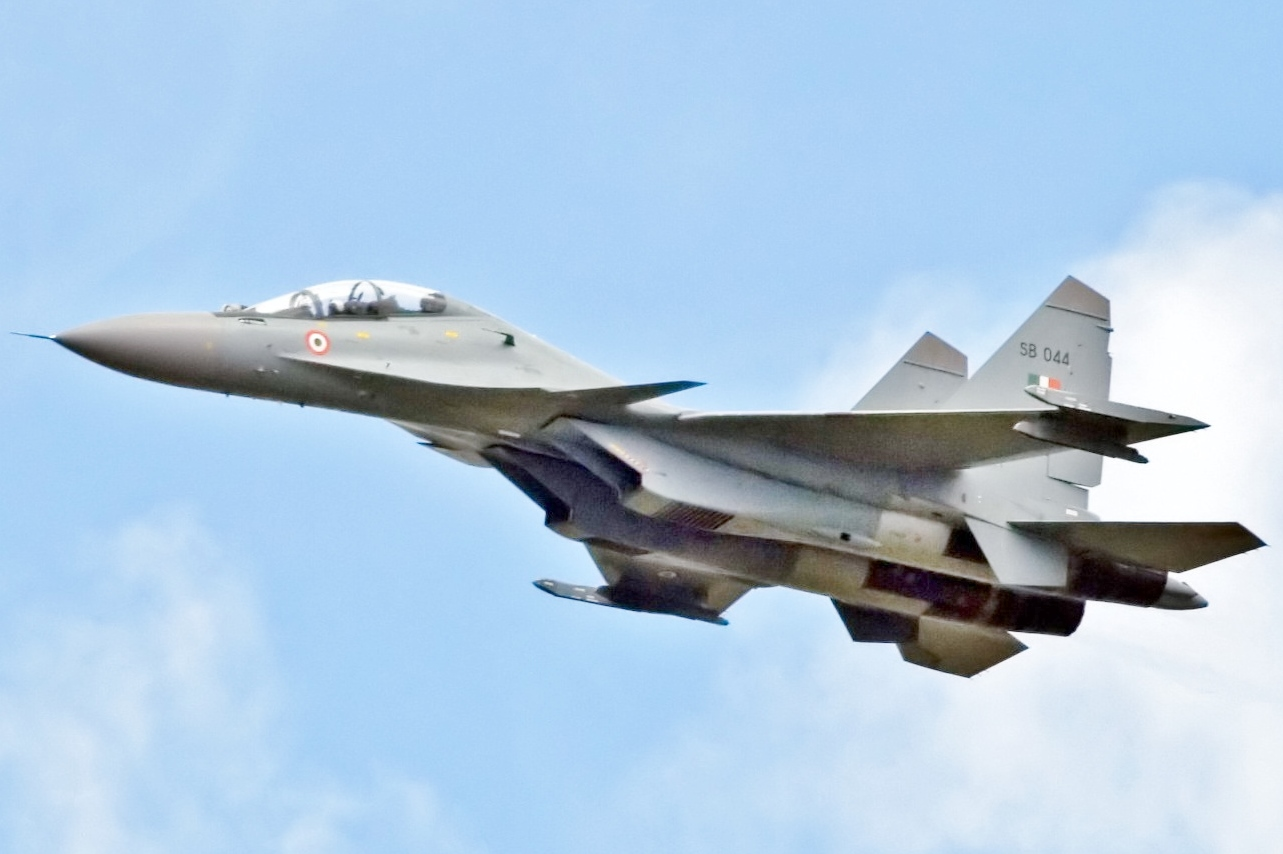
Sukhoi Su-30MKI của Ấn Độ
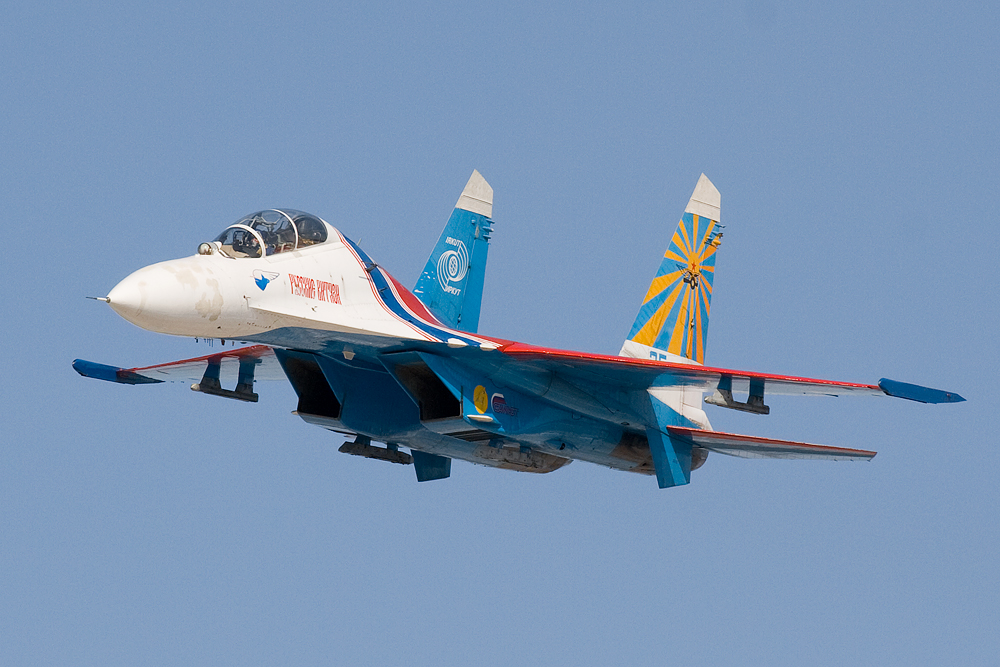
Sukhoi Su-27 thuộc đội bay biểu diễn Hiệp sĩ Nga
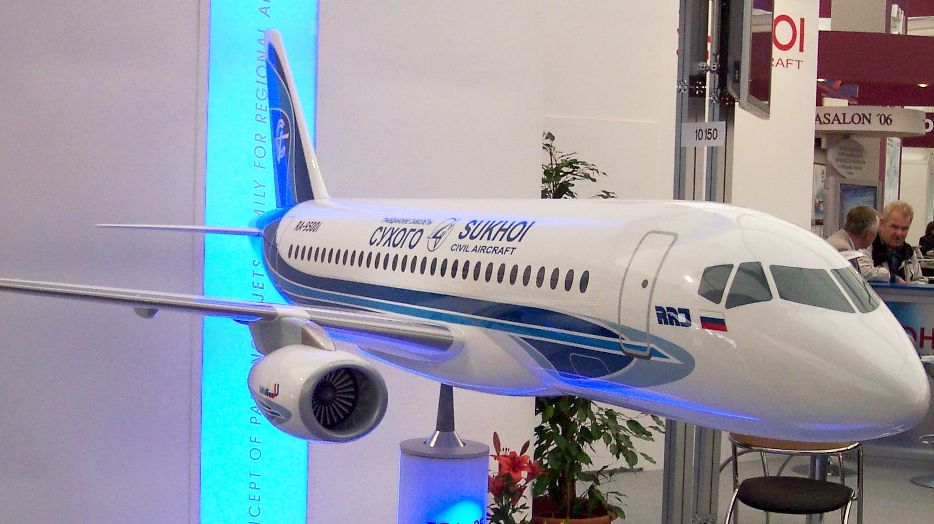
Superjet 100 RJ

## Máy bay thử nghiệm
- Su-1/I-330: 1940, tiêm kích tầng cao
- Su-3/I-360: 1942, Su-1 cải tiến
- Su-5/I-107: tiêm kích động cơ hỗn hợp
- Su-6: 1942, cường kích
- Su-8/DDBSh: 1943, cường kích
- Su-9: tiêm kích phản lực
- Su-10: ném bom phản lực
- Su-12: thám sát (1947)
- Su-15: tiêm kích đánh chặn
- Su-17: tiêm kích
- Sukhoi-Gulfstream S-21: mẫu thiết kế máy bay phản lực thương mại siêu âm [
- Sukhoi KR-860: mẫu thiết kế máy bay phản lực hai tầng.[6]
- Su-37 ("Terminator"): Su-35 cải tiến
- Su-28/Su-25UB: huấn luyện và trình diễn
- Su-25TM/Su-39: 1984, cường kích, thiết kế cho nhiệm vụ chuyên biệt chống tăng
- Su-38: máy bay nông nghiệp hạng nhẹ
- S-32/37: tiêm kích đa năng (được đặt tên mã Su-47)
- Su-47: máy bay thử nghiệm
- P-1: 1958, tiêm kích đánh chặn
- T-3: 1956, tiêm kích
- T-4/100: 1972, ném bom siêu âm, tương tự như khái niệm XB-70 Valkyrie, do Sukhoi phát triển trong thập niên 1960 và 1970.
- T-60S: ném bom tầm trung.[7]
- Sukhoi/HAL FGFA: FGFA là đề án phát triển từ PAK FA, do Sukhoi OKB và HAL hợp tác phát triển cho Không quân Ấn Độ (FGFA là định danh chính thức cho phiên bản của Ấn Độ).
- Sukhoi Su-75:máy bay tiêm kích thử nghiệm

## Dự án máy bay
- Sukhoi S-54
- Sukhoi Superjet 130

Ghi chú: Sukhoi OKB đã sử dụng lại các tên gọi cũ ở một số thời điểm, ví dụ: Su-9 từ 1946 và sau đó Su-9 từ 1956, loại sau này không được chế tạo nhiều. Các tên gọi của các kiểu máy bay mẫu được xác định dựa trên kiểu cánh. Cánh thẳng và cánh vuốt về phía sau được gọi với tiền tố "S", trong khi cánh tam giác (gồm cả cánh đuôi hình tam giác) có tiền tố "T".
Ví dụ: S-37 và T-75.

## Máy bay không người lái
- Sukhoi Zond-1